# Buenamadre
Buenamadre és un municipi de la província de Salamanca a la comunitat autònoma de Castella i Lleó. Limita a l'Oest i Nord amb El Cubo de Don Sancho, a l'Est amb Pelarrodríguez i Garcirrey i al Sud amb La Fuente de San Esteban.

## Demografia
| 1991 | 1996 | 2001 | 2004 |
| ---- | ---- | ---- | ---- |
| 524  | 484  | 390  | 270  |